# نهر الغزيل
نهر الغزيل، مجرى مائي يسيل في سهل البقاع على الضفة اليسرى من نهر الليطاني في لبنان، ويشكل أحد أهم روافده.

## المنبع
نهر الغزيل هو عبارة عن تجمع للعديد من الينابيع والعيون والأنهار الصغيرة، تشكل مجتمعة مجرى واحد يعرف بنهر الغزيل، وهذه الينابيع هي: 
- نبع رأس العين (تربل)
- نبع الفاعور
- عين البيضا
- نهر الفارغ
- نبع شمسين
- نبع عنجر

## المجرى
يبلغ متوسط عرض مجرى النهر حوالي 25 مترا، وهو يمتد من منابعه المختلفة مرورا بالقرى التالية:
- برالياس
- المرج
- قب الياس
- مكسة
- حوش الحريمة
- المنصورة
- جب جنين

## الناحية الإقتصادية
بالإضافة لكونه رافدا اساسيا لنهر الليطاني، فإن نهر الغزيل يروي الأراضي الزراعية في البقاع الأوسط والغربي ويؤمن مياه الشفة لأكثر من 70 بلدة وقرية في البقاعين.